# Furacão Agnes
O furacão Agnes foi o furacão na época mais caro a atingir os Estados Unidos, causando uma estimativa de US $ 2,1 bilhões em prejuízos. O número de mortos do furacão foi de 128. Os efeitos de Agnes foram generalizados, do Caribe ao Canadá, com grande parte da costa Leste dos Estados Unidos afetada. Os danos foram maiores na Pensilvânia, onde Agnes foi o ciclone tropical mais chuvoso do estado. Devido aos efeitos significativos, o nome Agnes foi retirado na primavera de 1973.
Agnes foi o segundo ciclone tropical e a primeira tempestade da temporada de furacões no oceano Atlântico de 1972. Desenvolveu-se como uma depressão tropical em 14 de junho da interação de uma frente polar e um cavado superior sobre a península de Iucatã. A tempestade surgiu no mar do Caribe ocidental em 15 de junho, no dia seguinte foi nomeada a tempestade tropical Agnes. Depois disso, Agnes lentamente curvou para o norte e passou a oeste de Cuba em 17 de junho. No início de 18 de junho, a tempestade intensificou-se o suficiente para ser atualizada para o furacão Agnes. Seguindo para o norte, no final de 19 de junho o furacão finalmente chegou a desembarcar perto de Panama City, Flórida. Depois de passar para o interior, Agnes rapidamente enfraqueceu e era apenas uma depressão tropical quando entrou na Geórgia. A tendência de enfraquecimento parou quando a tempestade atravessou a Geórgia e entrou na Carolina do Sul. Enquanto estava no leste da Carolina do Norte, Agnes fortaleceu-se em uma tempestade tropical em 21 de junho, como resultado da atividade baroclínica. No início do dia seguinte, a tempestade emergiu no Oceano Atlântico antes de voltar ao noroeste e atingir a cidade de Nova Iorque como uma tempestade tropical forte. Agnes rapidamente se tornou um ciclone extratropical em 23 de junho, e seguiu para o noroeste da Grã-Bretanha, antes de ser absorvido por outro ciclone extratropical em 6 de julho.
Embora se tenha movido lentamente pela Península do Iucatã, os prejuízos que Agnes causou no México são desconhecidos. Embora a tempestade tenha passado pela ponta de Cuba, chuvas fortes ocorreram, matando sete pessoas. Na Flórida, Agnes causou um surto significativo de tornados, com pelo menos 26 tornados confirmados, dois dos quais foram gerados na Geórgia. Dos tornados e dois deles inicialmente não confirmados na Flórida resultaram em mais de US $ 4,5 milhões (1972 USD) em danos e seis fatalidades. Pelo menos 2.082 estruturas na Flórida sofreram grandes danos ou foram destruídas. Sobre 1.355 outras residências sofreram pequenas perdas. Embora Agnes tenha chegado a terra como um furacão, não foram relatados ventos com força de furacão. Ao longo da costa, as marés anormalmente altas resultaram em danos extensos, especialmente entre Apalachicola e Cedar Key. Chuvas leves a moderadas foram relatadas na Flórida, embora nenhuma inundação significativa tenha ocorrido. Na Geórgia, os danos foram limitados a dois tornados, que causaram aproximadamente US $ 275 000 em perdas. Efeitos mínimos também foram registados no Alabama, Connecticut, Delaware, Rhode Island, Carolina do Sul e Tennessee ; embora uma fatalidade tenha sido relatada em Delaware. Os efeitos mais significativos, de longe, ocorreram na Pensilvânia, principalmente devido às intensas inundações. O furacão inundou severamente o rio Susquehanna e o rio Lackawanna, causando grandes danos à área metropolitana de Wilkes-Barre / Scranton. Tanto na Pensilvânia quanto em Nova Jérsia, cerca de 43.594 estruturas foram destruídas ou significativamente danificadas. No Canadá, uma casa móvel foi derrubada, matando duas pessoas.

## História meteorológica
No início de meados de junho de 1972, as condições atmosféricas favoreceram a ciclogênese tropical no mar do Caribe. Em 11 de junho desenvolveram-se convecção em bandas no noroeste do Mar do Caribe, embora o sistema não tenha se organizado significativamente. Depois que um cavado superior se mudou para leste, o cisalhamento do vento diminuiu, causando observações de pressões atmosféricas mais baixas em Cozumel, Quintana Roo, México. Estima-se que uma depressão tropical desenvolvida pelas 12:00 UTC em 14 de junho, enquanto centrado sobre a península de Iucatã, cerca de 126 km (78 mi) sudeste de Mérida, Yucatán. A depressão seguiu para leste e entrou no mar do Caribe ocidental em 15 de junho.  Operacionalmente, o National Hurricane Center não iniciou alertas sobre a depressão até às 1:500 UTC em 15 de junho. No início de 16 de junho às 00:00 UTC, a depressão fortaleceu-se na tempestade tropical Agnes.  No entanto, a depressão não foi operacionalmente melhorada até dezasseis horas depois.
Depois de se tornar uma tempestade tropical em 16 de junho, Agnes lentamente se curvou para o norte e se aproximou do Canal do Iucatão. No final de 17 de junho, observou-se que o caminho projetado indicava a possibilidade de chegar a terra no oeste de Cuba. No entanto, a tempestade permaneceu no mar, embora tenha passado de perto a ponta ocidental de Cuba. Às 12:00 UTC em 18 de junho, Agnes intensificou-se em um furacão no sudeste do Golfo do México.  Prematuramente, o Centro Nacional de Furacões atualizou Agnes para um furacão às 02:00 UTC naquele dia. Ao se tornar um furacão, Agnes atingiu os seus ventos máximos sustentados de 85 mph (140) km/h), embora não tenha atingido a pressão atmosférica mínima. Devido a condições desfavoráveis, Agnes nivelou-se levemente em intensidade e enfraqueceu-se a um furacão mínimo enquanto se aproximava da costa do Golfo dos Estados Unidos. Pouco antes das 22:00 UTC em 19 de junho, Agnes chegou a terra perto de Cape San Blas, Flórida, com ventos de 75 mph (120 km/h).

Remanescentes de Agnes no nordeste dos Estados Unidos

Às 00:00 UTC em 20 de junho, apenas algumas horas depois de se mudar para o interior, Agnes enfraqueceu-se para uma tempestade tropical. Depois de cruzar a linha de estatística da Flórida / Alabama / Geórgia, Agnes rapidamente se enfraqueceu para uma depressão tropical. Enquanto estava na Geórgia, a depressão curvou-se para nordeste e, eventualmente, para o leste-nordeste depois de entrar na Carolina do Sul. Embora a tempestade não tivesse ainda dissipado, o Centro Nacional de Furacões emitiu o seu boletim final sobre Agnes às 1600 UTC em 20 de junho. No início de 21 de junho, um grande cavado extratropical gerou uma área de baixa pressão, o que resultou em atividade baroclínica. Como resultado, Agnes restabeleceu-se novamente numa tempestade tropical às 18:00 UTC em 21 de junho, enquanto estava centrada no leste da Carolina do Norte.  Três horas depois, o Centro Nacional de Furacões notou a diminuição da pressão atmosférica e indicou que os ventos atingiram ventos de força de vendaval e mais uma vez elevaram Agnes a uma tempestade tropical. No início de 22 de junho, Agnes emergiu no noroeste do oceano Atlântico, onde continuou a se intensificar. Às 12:00 UTC, Agnes atingiu a sua pressão atmosférica mínima de 977 mbar (28.9 inHg), conforme relatado por uma aeronave de reconhecimento. No entanto, os ventos máximos sustentados eram de apenas 70 km/h (43 mph). No final de 22 de junho, Agnes chegou a terra firme em Long Beach, Nova Iorque, em Long Island, com ventos de 105 km/h (65 mph).
Agnes começou a sua longa vida como um ciclone extratropical quando o ar frio invadiu a sua circulação no final de 22 de junho, completando a sua transição extratropical no dia seguinte. O sistema percorreu o centro-sul da Pensilvânia em 23 de junho e depois percorreu o sul de Ontário em 25 de junho. No início daquele dia gerou um tornado em Maniwaki, Ontário, que matou dois e feriu 11 pessoas. O ciclone acelerou para leste-nordeste, atingindo Cape Breton em 27 de junho antes de se intensificar ao entrar novamente no Atlântico Norte. Depois de se mudar para o norte até ao 61ª paralelo ao atravessar o 25º meridiano oeste na manhã de 29 de junho, Agnes virou para o sudeste. A sua pressão central atingiu quase 980 mb (29 inHg) por volta das 00:00 UTC em 30 de junho. Entre 1 de julho e 3 de julho, o sistema de longa duração circulou entre a Irlanda e a Islândia enquanto enfraquecia mais uma vez. O sistema virou para o nordeste, fortalecendo mais uma vez e acelerando nas Hébridas de 4 a 5 de julho. Um sistema mais forte vindo do oeste finalmente absorveu Agnes em 6 de julho, enquanto estava localizado ao sudeste da Islândia.

## Preparações
Até às 22:00 UTC em 17 de junho, o Serviço Nacional de Meteorologia emitiu alertas de vendaval e um alerta de furacão para o Estreito da Flórida e Florida Keys, de Key West a Dry Tortugas. No dia seguinte às 16:00 UTC, outro alerta de furacões foi colocado em vigor desde Cedar Key até Pensacola. Além disso, os alertas de vendaval nas Florida Keys foram estendidos para incluir áreas de Fort Myers Beach a Clearwater. Às 22:00 UTC em 18 de junho, um alerta de furacão tornou-se efetivo de Saint Marks até à Panama City. Os avisos de vendaval que estavam em vigor para as Florida Keys e Fort Myers Beach para Clearwater foram descontinuados às 10:00 UTC em 19 de junho. É provável que às 22h. UTC em 20 de junho o aviso de furacão tenha sido interrompido depois que o Centro Nacional de Furacões rebaixou Agnes para uma tempestade tropical. Duas horas depois, todos os avisos de vendaval ao longo da costa oeste da Flórida foram interrompidos.

## Impacto
| Área              | Mortes |
| ----------------- | ------ |
| Canadá            | 2      |
| Cuba              | 7      |
| Flórida           | 9      |
| Carolina do Norte | 2      |
| Virgínia          | 13     |
| Delaware          | 1      |
| Maryland          | 19     |
| Nova Jérsia       | 1      |
| Nova Iorque       | 24     |
| Pensilvânia       | 50.    |
| Total             | 128    |

### Estados Unidos
Nos Estados Unidos, Agnes impactou 15 estados e a área capital de Washington, D.C.. Quase 110.000 casas foram afetadas por Agnes, 3.351 dos quais foram destruídas. Além disso, 5.211 casas móveis foram danificadas ou completamente destruídas. Os edifícios agrícolas e as pequenas empresas também sofreram extensivamente, com 2.226 e 5.842 estruturas sofrendo grandes perdas ou foram destruídas. Das 128 fatalidades causadas por Agnes, 119 ocorreram nos Estados Unidos. Todas as estimativas de danos associadas a Agnes estavam dentro do país.
Na época Agnes era o furacão mais caro da história dos Estados Unidos, embora já tenha sido superado por inúmeras outras tempestades.

#### Flórida
Após a chegada a terra, Agnes produziu marés anormalmente altas ao longo de grande parte da costa da Flórida. As marés mais altas relatadas foram em Cedar Key, atingindo 2.1 m (7 ft) acima do nível normal do mar. As segundas maiores ondas foram de 2.0 m (6.4 ft), registadas em Apalachicola. Em contraste, existem poucas observações de marés altas ao longo da costa leste da Flórida; o mais alto relatado foi de 0.91 m (3 ft) acima da média em Jacksonville. Em Alligator Point, pelo menos 16 casas foram varridas das suas fundações. Seis pontes que ligavam Cedar Key às áreas continentais da Flórida foram submersas. Além disso, uma ponte de Coquina Key para São Petersburgo também estava debaixo d'água devido às marés altas. Quase todo o estado da Flórida relatou chuvas, embora geralmente estivesse na faixa de leve a moderada. Entre as maiores quantidades de precipitação registadas estavam 228 mm (8.97 in) em Naples, 214 mm (8.43 in) em Big Pine Key, 190 mm (7.3 in) nos Everglades e 182 mm (7.17 in) em Tallahassee.  Perto de Okeechobee, devem ter ocorrido grandes quantidades de chuva, embora não haja observações específicas nessa zona.

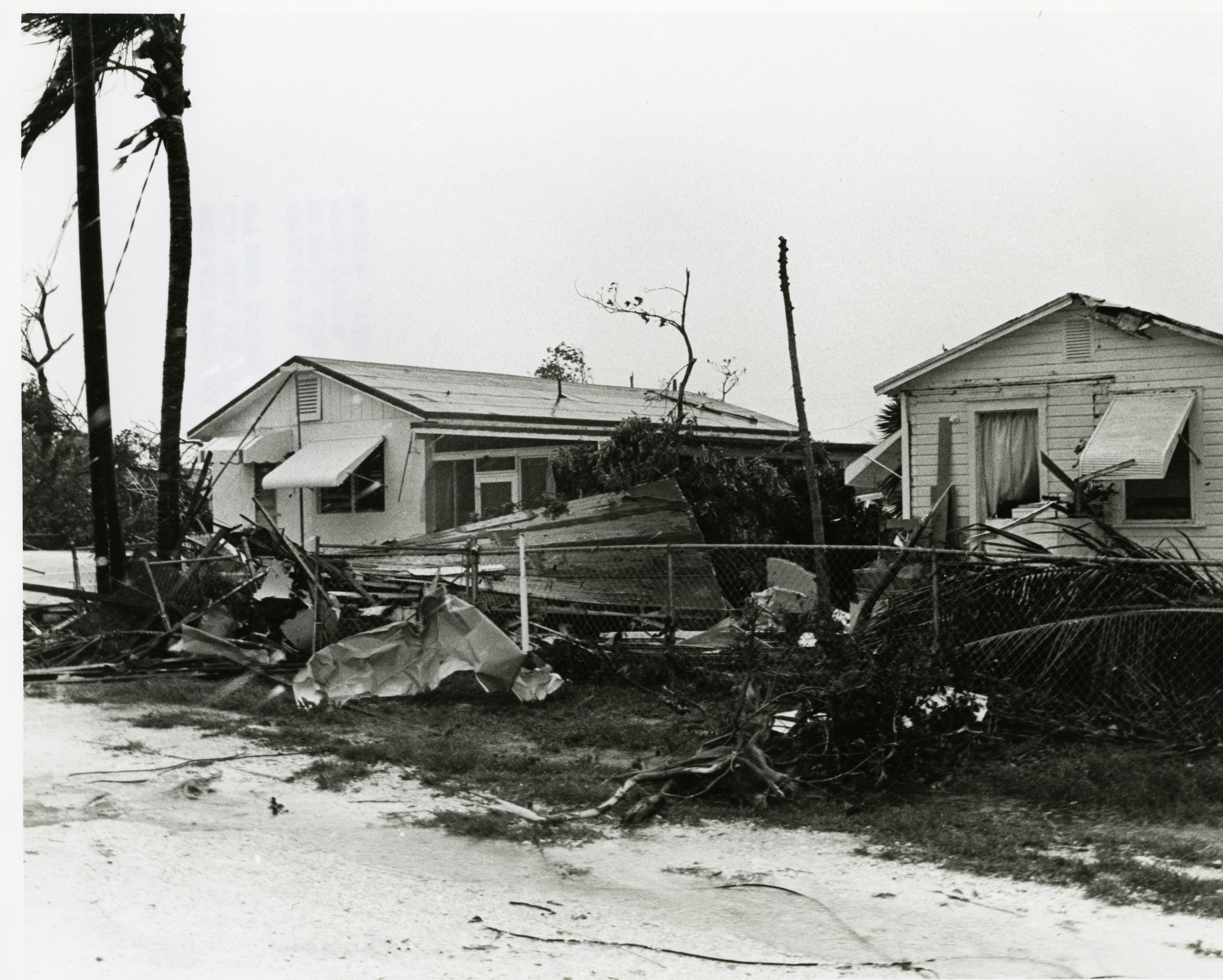
Danos em Key West, Flórida, devido a um tornado gerado por Agnes

Embora Agnes tenha chegado a terra firme como um furacão, não existem relatos de ventos com força de furacão. No entanto, vários locais observaram ventos de força de tempestade tropical. Os maiores ventos e rajadas sustentadas foram 84 and 111 km/h (52 and 69 mph), ambos registados no Centro Espacial John F. Kennedy. Outros relatos de pelo menos ventos sustentados por forças de tempestades tropicais estavam em 63 km/h (39 mph) em Crestview e Jacksonville, 68 km/h (42 mph) em Flamingo, 69 km/h (43 mph) em Key West e duas observações de 64 km/h (40 mph) na Cidade do Panamá. Em todo o estado, Agnes gerou pelo menos 15 tornados, enquanto vários tornados não foram operacionalmente confirmados. Inicialmente chamado de "tempestade de vento", um desses tornados destruiu 50 casas móveis e um campo de pesca em Okeechobee, além de causar seis mortes. Outro tornado significativo ocorreu em Cabo Canaveral, que destruiu duas casas e 30 casa móveis; também danificou 20 casas e a estação da Guarda Costeira de Port Canaveral. No geral, mais de 100 pessoas ficaram desalojadas e causaram 23 feridos e mais de US $ 500.000 em danos. O tornado mais caro também foi gerado no condado de Brevard e destruiu 44 aviões no aeroporto Merritt Island e um prédio de apartamentos. Além disso, várias casas em uma subdivisão próxima também foram danificadas. As perdas deste furacão são estimadas em US $ 3 milhões.
Devido a uma combinação de marés altas, chuvas, ventos e tornados, 96 habitações foram destruídas, enquanto cerca de 1.802 sofreu algum dano. A destruição de 177 casas móveis foi relatado e 374 outros foram significativamente danificados. Além disso, 988 pequenas empresas no estado foram destruídas ou sofreram grandes danos. Oito municípios da Flórida relataram pelo menos US$ 1 milhão em danos, incluindo US$ 12,1 milhões em Pinellas, US$ 7,1 milhões em Sarasota, US$ 4,1 milhões em Brevard, US$ 3,1 milhões em Pasco, US$ 2 milhões em Manatee, US$ 1,4 milhão em Wakulla e Franklin, US$ 1,3 milhão em Monroe e US$ 1 milhão em perdas nos condados de Hillsborough. Embora o número de danos estimado pelo Centro Nacional de Furacões tenha sido de US $ 8.243 milhões, o Centro Nacional de Dados Climáticos observou que pelo menos US$ 39 milhões de perdas foram relatadas. Além disso, nove mortes foram registadas na Flórida.

#### Sudeste dos Estados Unidos

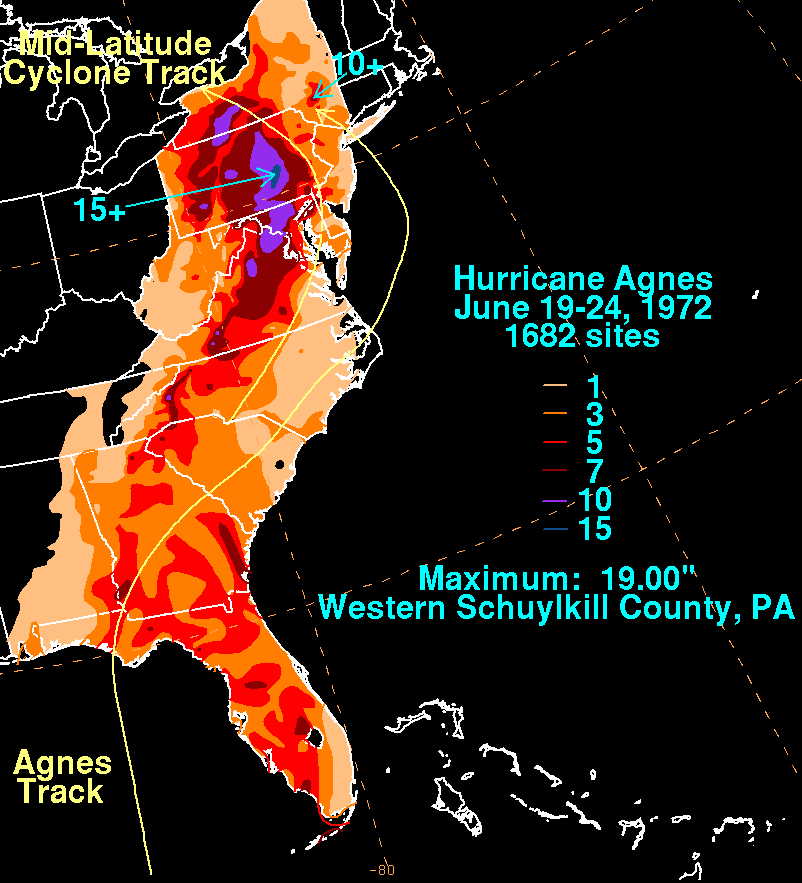
Acumulações de chuvas em associação com o furacão Agnes

Nos estados imediatamente ao norte da Flórida, o impacto foi relativamente pequeno. A precipitação foi geralmente leve na Geórgia, embora atingindo um máximo de 217 mm (8.55 in) em Brunswick. Outros locais que relataram precipitações incluem 115 mm (4.54 in) em Albany, 100 mm (3.95 in) em Savannah e 81 mm (3.18 in) em Macon. Durante o surto de tornados, dois dos tornados foram gerados na Geórgia. O furacão no condado de Pierce causou US $ 25.000 em danos e uma lesão. As perdas foram mais significativas com o tornado no Condado de Coffee, atingindo US $ 250.000. Uma casa móvel na Geórgia sofreu danos significativos, embora não se saiba se isso foi relacionado aos tornados. Embora o dano causado pelos dois furacões tenha sido de cerca de US $ 275.000, o National Hurricane Center regista apenas US $ 205.000 em perdas.
No Alabama, marés de até 0.40 m (1.3 ft) acima do normal foram relatados na área de Mobile Bay. Embora a chuva tenha atingido apenas 100 mm (3.93 in) e 27 mm (1.08 in) em Dothan e Mobile, precipitação da tempestade no estado do Alabama atingiu o pico de 19.5 cm (7.67 in) no promontório. Os danos no estado foram pequenos, embora as ruas baixas nas margens do Golfo tenham sido inundadas.
Em algumas áreas da Carolina do Sul, a tempestade fez cair até 24 cm (9.5 in) de chuva em menos de 36 horas. Como resultado, vários rios inundaram. Ao longo do rio Pee Dee, pastagens, pequenos campos de cereais e culturas de soja perto de Cheraw sofreram grandes danos; efeitos semelhantes ocorreram ao longo do rio Congaree, perto de Columbia, embora o dano tenha sido menor. Em Greenville, danos a caves, ruas e sistemas de água ocorreram após o transbordamento do rio Reedy. Os danos na Carolina do Sul foram pequenos, totalizando apenas US $ 50.000.
Os efeitos foram muito mínimos no Tennessee e limitaram-se a chuvas leves nas partes leste do estado, geralmente atingindo não mais que 76 mm (3 in). A maior quantidade de precipitação registada foi de 117 mm (4.59 in) em Unicoi. 

#### Virgínia Ocidental e Ohio

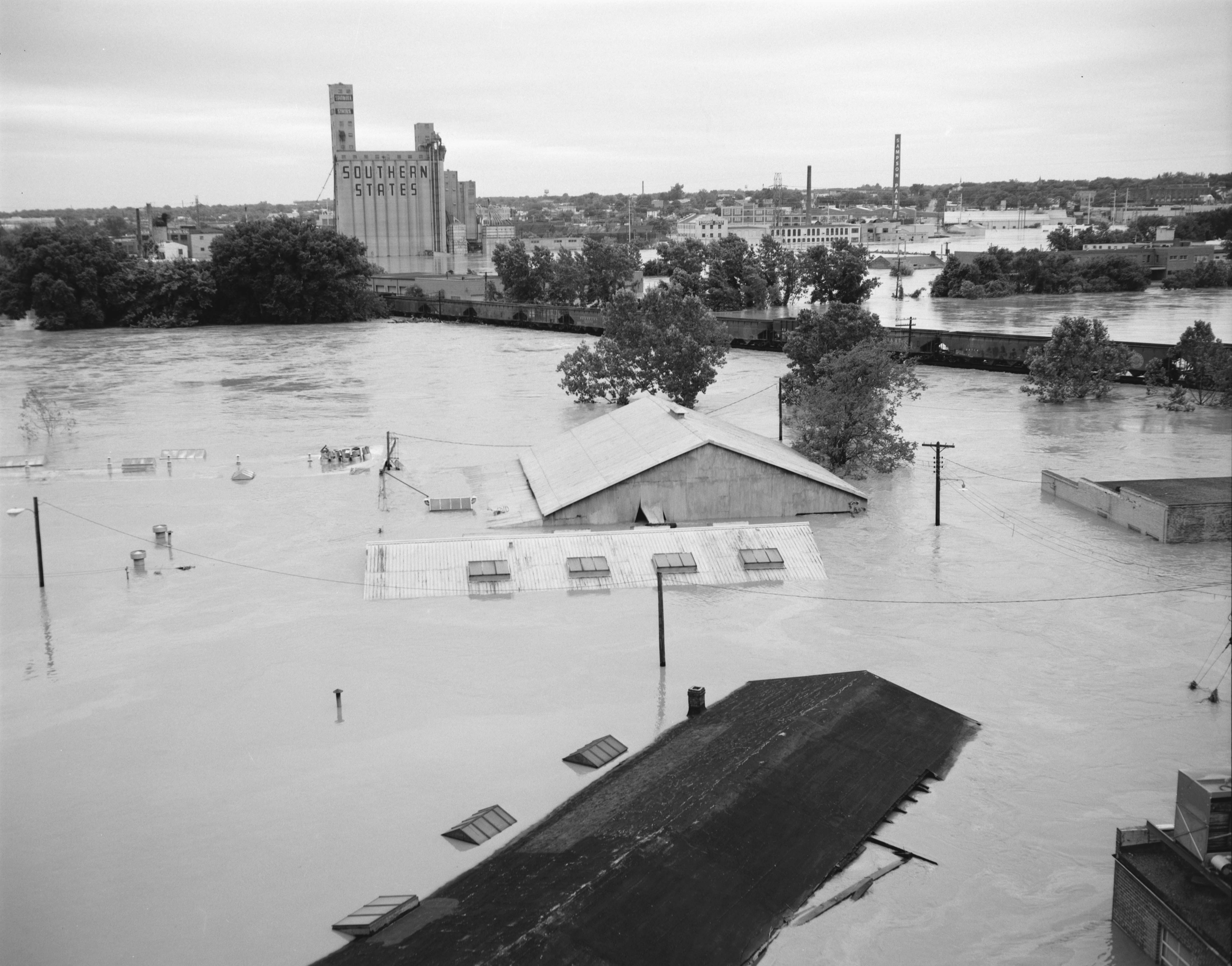
Edifícios quase totalmente submersos em Richmond

Em Richmond, quatro pessoas afogaram-se depois que o carro mergulhou no inchado rio James. Um trem com destino a Washington DC parou devido a inundações em Richmond, que temporariamente bloquearam 537 passageiros. O ribeiro Peak Creek, no oeste da Virgínia, transbordou as suas margens, inundando uma área residencial de baixa renda de Pulaski com água até aos telhados. No auge da inundação, mais de 970 km (600 mi) de rodovias foram submersas, resultando em US $ 14,8 milhões em danos às estradas no estado. Danos graves também ocorreram nas instalações de esgoto e água, totalizando US $ 34,5 milhões. 95 casas foram destruídas e 4.393 outras foram danificadas, enquanto 125 casas móveis foram destruídas e outra foi significativamente afetada. Além disso, 205 pequenas empresas foram danificadas ou destruídas. Na Interestadual 95 (I-95), a ponte Purple Heart sobre o rio Occoquan, no norte da Virgínia, foi severamente danificada e fechada quando foi atingida por uma grande barcaça levada pela enchente. Nos subúrbios de Washington DC, o reservatório de Alexandria Lake Barcroft esvaziou quando a sua barragem cedeu sob pressão.
No geral, as inundações foram descritas como "as piores em 50 anos". Somente na Virgínia, foram registadas 13 mortes e US $ 125,9 milhões em perdas.

#### Maryland
Em Baltimore, o carro de uma mulher foi arrastado para fora da estrada; os bombeiros em barcos a remo foram capazes de resgatá-la, mas os seus três filhos afogaram-se. No estado de Maryland, os danos totalizaram US $ 110 milhões e 19 fatalidades foram relatadas.
A área mais atingida foi o vale do rio Patapsco, com ampla destruição de prédios, estradas e ferrovias no parque estadual, em Daniels, incluindo a sua fábrica, em Ellicott City e Oella. A inundação foi relatada pela primeira vez nas primeiras horas da manhã de 22 de junho e a água foi relatada em até 40 pés acima do normal. Um estrada ao longo do rio de Patapsco estava quase completamente destruída. Mais de 900 pessoas foram evacuadas das suas casas. Helicópteros da guarda nacional foram usados para resgatar trabalhadores do telhado da fábrica de Daniels. Em Elkridge, uma família de seis foi forçada a sair de casa e eles tentaram alcançar um terreno alto em um pequeno barco. Ele virou-se e todos os seis ficaram agarrados ao barco por várias horas até atingir mais águas mais baixas.
No condado de Howard, um total de 704 moradores do condado ficaram desalojados. Mais de 80 casas na área de Ellicott City foram danificadas e 72 casas em Elkridge foram afetadas. Em Laurel, a ponte da 9th Street que cruzava o rio Patuxent foi lavada pelas águas da enchente. No condado de Anne Arundel, todas as estradas que ligavam o condado à cidade ou condado de Baltimore foram fechadas (incluindo o Baltimore Beltway ), assim como todas as estradas "próximas ao rio Patuxent", incluindo Waysons Corner, onde mais de 300 casas foram evacuadas. O rio Patapsco inundou casas residenciais em partes dos bairros de North Linthicum, Pumphrey e Belle Grove Road, Brooklyn Park.
O Parque de Diversões Gwynn Oak fechou após sofrer graves danos causados pelas inundações quando o furacão Agnes causou o transbordamento das Cataratas de Gwynns. Em 1974, as passarelas do parque foram leiloados. O carrossel foi movido e ainda está em operação no National Mall, em Washington, DC.
Uma passarela popular no Parque Histórico Nacional de Chesapeake e Ohio Canal, que atravessava um ramo do rio Potomac até um mirante de Great Falls, foi lavada e não foi reconstruida até 1996.
Como resultado das chuvas de Agnes, a barragem de Conowingo, a monte no rio Susquehanna, ao norte da baía de Chesapeake, registou a maior vazão de todos os tempos e as alturas das correntes. Antes que o rio chegasse ao topo, a água chegava a poucos metros do topo da represa. Como os dispositivos normais de controle de inundação da barragem pareciam incapazes de lidar, os engenheiros haviam feito preparações de explodir uma seção da barragem para evitar uma falha catastrófica.

#### Pensilvânia
Na Pensilvânia, foram registadas chuvas fortes, com grande parte do estado passando por mais de 180 mm (7 in) de precipitação. Além disso, uma grande faixa de chuva superior a 250 mm (10 in) foi relatado na parte central do estado. No geral, as chuvas atingiram o pico de 480 mm (19 in) nas porções ocidentais do condado de Schuylkill. Como resultado, Agnes é listado como o ciclone tropical mais húmido já registado no estado da Pensilvânia. No geral, mais de 100.000 as pessoas foram forçadas a deixar as suas casas devido a inundações. Alguns edifícios tinham menos de 4.0 m (13 ft) de água em Harrisburg.  Na Mansão do Governador, o primeiro andar estava submerso pelas águas da enchente. Centenas de moradores ficaram presos em suas casas em Wilkes-Barre devido ao transbordamento do rio Susquehanna. No cemitério histórico em Forty Fort, 2.000  caixões foram lavados, deixando partes dos corpos em varandas, telhados e caves. Somente no Condado de Luzerne, 25.000 casas e empresas foram danificadas ou destruídas. As perdas naquele município totalizaram US $ 1 bilhão. Em Chadds Ford Township, no condado de Delaware, o Brandywine Creek alcançava o pico de 5.0 m (16.5 ft), enviando águas de inundação para a cidade. A água inundou o primeiro andar de um museu de arte em Chadds Ford Township, que ameaçava pelo menos US $ 2,5 milhões em pinturas da NC Wyeth, embora tenham sido rapidamente transferidas para os andares superiores. Ao longo do rio Allegheny, estava acima do estágio de inundação em algumas áreas baixas. Durante a altura da tempestade, o rio subia a cerca de 180 mm (7 in) por hora. Em Reading, o rio Schuylkill atingiu uma inundação recorde de 31,5 pés. Centenas de pessoas foram evacuadas e mais de cem casas destruídas. As inundações atingiram o interior da 3ª rua no coração da cidade.
Mais de cem campistas e funcionários da Harrisburg YMCA foram evacuados usando dois helicópteros CH-47 Chinook pilotados pela Guarda Nacional em Camp Shikellimy, localizados a jusante da DeHart Dam, no centro de Paxton. Além disso, 36 escoteiros foram resgatadas pela polícia estadual enquanto estavam em um acampamento em York. Uma ponte desabou em Danville, o que fez com que duas locomotivas a diesel e vários vagões caíssem em um riacho inchado. No estado da Pensilvânia, mais de 68.000 casas e 3.000 empresas foram destruídas. Devido às casas destruídas, pelo menos 220.000 as pessoas ficaram desalojadas. O número de danos e mortes foi o mais alto da Pensilvânia, com 50 fatalidades e US $ 2,3 bilhões em perdas apenas nesse estado.
Em 26 de junho de 1972, três jornalistas foram mortos em um acidente de helicóptero em Harrisburg, onde estavam a relatar as inundações. As vítimas foram Del Vaughn, da CBS News, e Sid Brenner e Louis Clark, da WCAU, na Filadélfia, e o piloto Mike Sedio. O helicóptero perdeu o rotor a cerca de trezentos pés acima do aeroporto de Capital City, caiu e explodiu na pista.

#### Nova Iorque
Olean, Elmira e Corning, assim como muitas outras cidades da região sul, foram severamente inundadas. Seções da linha principal da Ferrovia Erie Lackawanna entre Hornell e Binghamton foram severamente danificadas. É considerada principalmente a morte da empresa de ferrovia Erie Lackawanna, uma vez que os custos dos danos eram altos e colocavam o ponto final na empresa. As inundações na bacia superior do rio Allegheny foram particularmente exacerbadas pela construção da barragem Kinzua menos de uma década antes; várias cidades do condado de Cattaraugus sofreram danos extensos nas estradas e pontes que, quatro décadas depois, ainda não foram reparados, com os governos estaduais e locais optando por abandonar as travessias de riachos e rios em vez de reconstruir. A barragem conseguiu impedir mais danos a jusante no oeste da Pensilvânia, e muitas das áreas propensas a inundações na região do reservatório de Allegheny já haviam sido limpas dos moradores, em preparação para a construção da barragem.
Em Elmira, varandas e garagens foram arrancadas, a ponte Walnut St. foi levada, a Maple Ave. para a Notre Dame High School estava "debaixo d'água" e, na S. Main St., a Farmácia Gerould em W. Hudson foi tragada por 3.12 m (10 ft 3 in) de água.
Os danos de Hornell foram mínimos em grande parte devido à proteção de dois sistemas de barragens instalados após a devastadora inundação de 1935. As represas de Arkport e Almond salvaram Hornell do nível de dano encontrado nas comunidades vizinhas. Três membros dos corpos de engenheiros do Exército dos EUA foram mortos em Hornell quando o seu helicóptero entrou em contato com as linhas de energia de Crosby Creek.
A altura das águas da enchente foi marcada na entrada do Museu de Vidro de Corning, mostrando que grande parte do museu estava debaixo d'água a uma altura de cerca de 1,6 m acima do chão, causando danos substanciais à coleção e aos arquivos. Partes de Corning estavam sob mais de 3 m de águas de inundação.
As chuvas na Virgínia Ocidental eram geralmente leves, embora mais fortes nas Panhandles do leste e do norte do estado. A precipitação atingiu o pico de 202 mm (7.94 in) em Berkeley Springs. 108 casas foram destruídas e 1.558 outros sofreram danos. Além disso, 118 casas móveis foram destruídas e 91 foram significativamente afetados. 10 edifícios agrícolas registaram grandes perdas, enquanto 18 pequenas empresas foram danificadas ou destruídas. No estado da Virgínia Ocidental, não foram registadas mortes e os danos foram ligeiramente superiores a US $ 7,7 milhão.
Embora não haja relatos de ventos ou chuvas anormalmente altos em Ohio, a tempestade causou danos menores a cerca de 302 habitações e afetou gravemente pelo menos três casas. Além disso, pelo menos 100 casas móveis sofreram grandes danos. Os ventos do nordeste das ondas atingem uma altura de 4.6 m (15 ft) ao longo da costa do lago Erie e também fez com que o nível da água subisse 1.1 m (3.5 ft) Casas, carros, barcos, prédios, navios e docas nas proximidades do lago Erie foram danificados. No geral, as perdas em Ohio totalizaram pelo menos US $ 4 milhões.
Ao se aproximar de Delaware, Agnes produziu marés de cerca de 0.46 m (1.5 ft) acima do normal na entrada do rio indiano. Ventos fortes também foram relatados no estado e, na Base da Força Aérea de Dover, uma rajada de vento tão alta quanto 108 km/h (67 mph) foi relatado. As chuvas eram geralmente leves, atingindo um pico de 190 mm (7.6 in) em Middletown. Inundações nas ruas foram relatadas e caves em áreas baixas foram inundados, embora os danos em Delaware sejam mínimos. Uma fatalidade ocorreu nesse estado.  Na área de Washington, DC, foram registadas chuvas moderadas, com valores chegando a 347 mm (13.65 in) no aeroporto internacional Washington Dulles.  Inundações significativas ocorreram e foram descritas como as piores em pelo menos 44 anos. Na seção de Georgetown, as ruas da orla ao longo do rio Potomac estavam submersas em até 2.1 m (7 ft) de água.  O Rock Creek também transbordou as suas margens, que enviaram cerca de 3.0 m (10 ft) de água no Rock Creek Parkway. Como resultado, pelo menos 100 carros foram abandonados e vários motoristas precisaram ser resgatados pela polícia. Nenhum monumento nacional foi afetado pelas águas da enchente. No entanto, cerca de 350 residências em Washington, DC sofreram danos menores. Na Casa Branca, os repórteres notaram tapetes molhados na sala de imprensa do piso da cave.
Embora a tempestade tenha passado a oeste de algumas áreas da Nova Inglaterra, houve um impacto mínimo nessa região dos Estados Unidos. Em Connecticut, os ventos estavam bem abaixo da força da tempestade tropical, embora uma rajada de vento de 74 km/h (46 mph) foi relatado em Hartford. As chuvas no estado foram leves, atingindo um pico de 41 mm (1.62 in) , também registado em Hartford. Ao longo da costa de Connecticut, marés altas e fortes chuvas inundaram estradas e caves no litoral. As marés altas ocorreram ao longo da costa de Rhode Island, atingindo 0.98 m (3.2 ft) acima do normal em Providence.  Em combinação com chuvas e marés altas, algumas estradas no litoral foram inundadas. Ventos fortes derrubaram árvores e partiram ramos em Massachusetts, causando a falta de energia e danos à propriedade nas partes oeste e central do estado. Uma casa em Great Barrington foi atingida por uma árvore; um incidente semelhante ocorreu em Milford. Os ventos fortes no sul e no leste de Vermont derrubaram árvores e arrancaram ramos, o que resultou em falta de energia, estradas bloqueadas e pequenos danos à propriedade. Em Mendon, uma árvore caiu em uma casa, enquanto dois carros foram danificados após serem atingidos por ramos. Condições semelhantes ocorreram em Nova Hampshire, embora os efeitos tenham sido menores.

### Em outros lugares
Como precaução, mais de 8.000 pessoas no oeste de Cuba, inclusive na Ilha da Juventud (ilha de Pines), foram evacuadas. No oeste de Cuba, Agnes fez cair chuvas fortes, chegando a 426 mm (16.76 in) na Ilha da Juventud. No Cabo San Antonio, o ponto mais ocidental de Cuba, a precipitação atingiu 389 mm (15.32 in). Devido a ventos fortes e inundações, pelo menos 97 casas foram destruídas e outras 270 foram danificadas. Na província de Pinar del Río, as cidades de Guane e Mântua foram isoladas por rios inchados. Também foi relatado que extensos danos às culturas ocorreram em áreas baixas.  No geral, sete mortes ocorreram em Cuba, embora o número de danos seja desconhecido. No entanto, algumas fontes afirmam que Agnes causou 16 fatalidades e relatou 24 pessoas desaparecidas.
No Canadá, o furacão Agnes causou chuvas e ventos fortes no sul de Ontário e sul de Quebec, causando numerosas inundações ao redor do lago Erie e do lago Ontário. Na cidade de Maniwaki, Quebec, a tempestade derrubou uma casa móvel, matando duas pessoas.

## Rescaldo
Após a tempestade, o então presidente dos Estados Unidos Richard Nixon declarou 14 condados da Flórida como uma área de desastre, incluindo: Condado de Brevard, Dixie, Franklin, Condado de Hendry, Hillsborough, Lee, Levy, Manatee, Monroe, Okeechobee, Pasco, Pinellas, Sarasota e Condado de Wakulla. Na Cidade do Panamá, Flórida, onde houve mais de 25.000 evacuados, os efeitos não foram significativos. Como resultado, a cidade perdeu milhões de dólares com o turismo, o que levou as autoridades da Cidade do Panamá a registar US $ 100 milhões de perdas contra o Serviço Nacional de Meteorologia. As autoridades daquela cidade acreditavam que o Serviço Nacional de Meteorologia e outros meios de comunicação fizeram previsões e relatórios "exagerados e errôneos" sobre a tempestade. 20 dos 24 condados de Maryland foram declarados uma área de desastre.
Após a tempestade, o então presidente dos Estados Unidos, Richard Nixon, declarou os estados da Flórida, Virgínia, Maryland, Pensilvânia e Nova Iorque como áreas de desastre. Agnes teve um impacto devastador no empresas ferroviárias já falidas no nordeste dos Estados Unidos, porque as linhas foram lavadas e os embarques atrasados:
- A Erie Lackawanna Railway (EL) estimou que os danos entre Binghamton e Salamanca, Nova Iorque, totalizavam US $ 2 milhões. A EL pediu a falência do capítulo 77.
- A Penn Central Railroad sofreu quase US $ 20 milhões em danos

O custo resultante da reparação dos danos foi um dos fatores que levaram à criação da Conrail, financiado pelo governo federal. As severas inundações perto de Lawrenceville, Pensilvânia, foram o catalisador da construção do reservatório de Tioga em 1973. As inundações em Wilkes-Barre, Pensilvânia, e a cidade adjacente de Kingston levaram à construção de um sistema de diques que em 2006 impediu com sucesso inundações em massa e, no mesmo ano, foi considerado muito seguro e protetor pelo Corpo de Engenheiros do Exército. O dique também protegeu a área dos remanescentes da Tempestade Tropical Lee e do Furacão Irene em 2011, com o pico da água subindo um pouco abaixo da altura da estrutura. Por outro lado, a represa Kinzua existente, construída contra os desejos da nação Seneca de Nova Iorque, poupou grande parte do oeste da Pensilvânia das piores inundações, enchendo o reservatório de Allegheny.

### Nome retirado
Por causa de extensos danos e graves números de mortes, o nome Agnes foi retirado após esta tempestade e nunca mais será usado para outro furacão no Atlântico. Como as listas de nomes de ciclones tropicais foram alteradas em 1979, não houve nome de substituição selecionado.

### Livros
- JF Bailey, JL Patterson e JLH Paulhus. Documento Profissional de Pesquisa Geológica 924. Hurricane Agnes Rainfall and Floods, June–July 1972. Gabinete de Impressão do Governo dos Estados Unidos: Washington DC, 1975.